# Donovan Gyurákovics
Donovan Gyurákovics (Amstelveen, 12 februari 2004) is een Nederlands-Surinaamse (film-, televisie-, musical- en stem-) acteur.

## Biografie
In februari 2013 maakte Gyurákovics zijn musicaldebuut als lid van de kindercast in Peter Pan: The Never Ending Story in de Ziggo Dome.
Twee jaar later, in 2015, was hij een van de tien finalisten van de presentatiewedstrijd van het NOS Jeugdjournaal
In 2016 maakte hij zijn televisie debuut in de korte film 'Liegbeest', onderdeel van de serie 'Eng'. Liegbeest ging in september 2016 samen met twee andere afleveringen in première op het Nederlands Film Festival. 

## Theater
| Jaar      | Productie                         | Rol        | Regie         | Producent                  | Locatie                    |
| --------- | --------------------------------- | ---------- | ------------- | -------------------------- | -------------------------- |
| 2013      | Peter Pan: The Never Ending Story | Kindercast | Luc Petit     | Music Hall                 | Ziggo Dome, Rotterdam Ahoy |
| 2014-2015 | De sprookjesmusical Klaas Vaak    | Hans       | Hetty Feteris | Efteling Theaterproducties | Theatertour                |

## Tv-Commercial
| Jaar | Productie                                | Regie       | Bedrijf      |
| ---- | ---------------------------------------- | ----------- | ------------ |
| 2013 | Groot worden met de gerechten van Oranje | Arne Toonen | Albert Heijn |

## Televisie
| Jaar      | Productie       | Type       | Rol              | Regie | Producent         | Zender   |
| --------- | --------------- | ---------- | ---------------- | --- | ----------------- | -------- |
| 2016      | Eng - Liegbeest | Jeugdserie | Rik              | Willem Bosch                                                                                                 | VPRO-Pupkin       | NPO Zapp |
| 2019-2020 | SpangaS         | Jeugdserie | Fons van der Wei | Raynor Arkenbout Lucas Camps David Cocheret Michiel de Jong Anna van Keimpema Lodewijk van Lelyveld Eva Nijs | KRO-NCRV, NL Film | NPO Zapp |

## Online Content
| Jaar | Productie            | Rol              | Platform           | Regie            | Producent         |
| ---- | -------------------- | ---------------- | ------------------ | ---------------- | ----------------- |
| 2019 | SpangaS: Kappen Nou! | Fons van der Wei | Instagram, YouTube | Raynor Arkenbout | KRO-NCRV, NL Film |

Speciaal voor de 'De Week Tegen Pesten 2019' maakte SpangaS een online serie op de Instagram-stories van NPO Zapp. 
''Tijdens de Week tegen Pesten – van maandag 23 t/m vrijdag 27 september- volgen we leerling Fons die nieuw is op het Spangalis. Atilla en zijn vrienden hebben het op Fons gemunt en dreigen hem in elkaar te slaan. Elke dag raken er meer SpangaS-leerlingen bij betrokken, van Otis en Elza tot Dylan, Jackie en Maud. Ze laten het er niet bij zitten, en geven vorm aan de slogan van de Week tegen Pesten: ‘Wees een held, met elkaar!"
De ontknoping van de online-serie is te zien op YouTube, in een speciale 360-graden video. 
"De ontknoping van SpangaS: Kappen nou! is te zien in een 360 graden-video, waarin je als kijker onderdeel wordt van het drama. De kijker kan 360 graden om zich heen kijken en zo de hele slotscène zien. Het is voor het eerst dat SpangaS een 360 graden-video maakt die kijkers een unieke kijkervaring oplevert, die optimaal te beleven is via smartphone of tablet."

## Nasynchronisatie
| Jaar | Productie                                 | Type           | Stem              | Studio    |
| ---- | ----------------------------------------- | -------------- | ----------------- | --------- |
| 2015 | Pieter Konijn (seizoen 2)                 | Televisieserie | Pieter Konijn     | SDI Media |
| 2015 | Peanuts                                   | Televisieserie | Franklin, Pig-Pen | SDI Media |
| 2015 | K.C. Undercover (seizoen 1)               | Televisieserie | Slippy            | SDI Media |
| 2015 | First Class Chefs                         | Televisieserie | Stanley           | SDI Media |
| 2015 | Hotel Transsylvanië 2                     | Animatiefilm   | Parker            | SDI Media |
| 2015 | Pokémon 18: Hoopa en de strijd der Tijden | Animatiefilm   | (Jonge) Baraz     | SDI Media |
| 2015 | Kirby Buckets (seizoen 2)                 | Televisieserie | Stevie Gunther    | SDI Media |
| 2015 | Ome Opa                                   | Televisieserie | Diverse           | SDI Media |
| 2016 | Project Mc²                               | Televisieserie | Diverse           | SDI Media |
| 2016 | Teen Titans Go!                           | Televisieserie | Chip, Wally T     | SDI Media |
| 2016 | Long Live the Royals                      | Televisieserie | Prins Alex        | SDI Media |